# BMW E63/E64
BMW E63 var en coupé i BMWs 6-serie. Bilen var baseret på platformen fra 5-serien (E60) og blev præsenteret på Frankfurt Motor Show i august 2003 som efterfølger for den allerede i midten af 1999 udgåede 8-serie (E31).
Betegnelsen "6-serie" stammede fra den i foråret 1989 udgåede modelserie E24. Samtlige versioner af E63 kunne fra april 2004 også fås som cabriolet under den interne betegnelse E64.
I juli 2010 indstilledes produktionen af 6-serien. Efterfølgeren F12 kom på markedet i foråret 2011 som cabriolet, og som coupé i efteråret samme år.

## Motorer
|  |  |

| Version       | Cylindre | Slagvolume cm³ | Max. effekt kW (hk) / omdr. | Max. drejningsmoment Nm / omdr. | Motorkode | Byggeår     |
| ------------- | -------- | -------------- | --------------------------- | ------------------------------- | --------- | ----------- |
| Benzinmotorer |          |                |                             |                                 |           |             |
| 630i          | 6        | 2996           | 190 (258) / 6600            | 300 / 2500                      | N52B30    | 2004 − 2007 |
| 630i          | 6        | 2996           | 200 (272) / 6700            | 320 / 2750 − 3000               | N53B30    | 2007 − 2010 |
| 645Ci         | 8        | 4398           | 245 (333) / 6100            | 450 / 3600                      | N62B44    | 2003 − 2005 |
| 650i          | 8        | 4799           | 270 (367) / 6300            | 490 / 3400                      | N62B48TÜ  | 2005 − 2010 |
| M6            | 10       | 4999           | 373 (507) / 7750            | 520 / 6100                      | S85B50    | 2005 − 2010 |
| Dieselmotorer |          |                |                             |                                 |           |             |
| 635d          | 6        | 2993           | 210 (286) / 4400            | 580 / 1750 − 2250               | M57D30TÜ  | 2007 − 2010 |

### Alpina
| Version | Cylindre | Slagvolume cm³ | Max. effekt kW (hk) / omdr. | Max. drejningsmoment Nm / omdr. | Byggeår     |
| ------- | -------- | -------------- | --------------------------- | ------------------------------- | ----------- |
| B6      | 8        | 4398           | 368 (500) / 5500            | 700 / 4250                      | 2005 − 2007 |
| B6 S    | 8        | 4398           | 390 (530) / 5500            | 725 / 4250                      | 2007 − 2010 |

## Facelift
Den 24. september 2007 kom den faceliftede 6-serie på markedet. Derudover introduceredes to nye motorer:
- En sekscylindret benzinmotor med direkte indsprøjtning og 200 kW (272 hk) fra 3- og 5-serien samt
- En sekscylindret biturbodieselmotor fra 335d hhv. 535d med 210 kW (286 hk). Denne motor gav bilen en accelerationstid fra 0 til 100 km/t på under seks sekunder.

V8-motoren blev kun lidt modificeret, men brugte nu fem procent mindre brændstof på grund af den nu monterede "EfficientDynamics"-pakke. Ud over motorerne blev også det ind- og udvendige design let modificeret.